# Montebello, Québec
Montebello är en kommun i provinsen Québec i Kanada. Den ligger i regionen Outaouais, i den sydöstra delen av landet, 60 km öster om huvudstaden Ottawa.